# Gay Male S/M Activists
Gay Male S/M Activists (GMSMA) foi uma organização comunidade BDSM gay de Nova Iorque, sendo fundada oficialmente em janeiro de 1981. Entre suas atividades, estão a educação em práticas de BDSM e militância política. 

## História
A organização foi fundada em 2 de agosto de 1980, em carta de Brian O’Dell publicada no jornal Gay Community News, como uma tentativa de criar eventos de BDSM dentro da comunidade gay nova-iorquina. Na época, havia grande demonização das atividades do BDSM nos Estados Unidos. A iniciativa deu frutos e o Gay Men's S/M Association foi criado oficialmente em janeiro de 1981 por David Stein.
Originalmente, os membros planejavam que a sede fosse dentro da Gay and Lesbian Community Center. Dois anos depois, o grupo tornou-se um dos maiores donatários do grupo e tinham boas relações com os membros do comitê. O pedido foi negado, mas o grupo foi aceito em 1983 após protestos de Richard Hocut. O GMSMA foi importante para a disputa política envolvendo as comunidades minoritárias dos Estados Unidos, sendo importantes na preparação da Marcha Nacional em Washington para o Direito das Lésbicas e Gays de 1987. Na ocasião, o GMSMA trabalhou para unir os diversos grupos de BDSM espalhados pelo país.
Em 1981, o grupo começou a participar da Marcha do Orgulho de Nova Iorque. Em 1983, não havia fundos para a marcha ocorrer, e o GMSMA participou na criação do Pride Night at the Spike, um leilão de equipamentos de couro usados e revistas de BDSM. O leilão gerou US$ 2,390, o suficiente para a marcha acontecer. Ele tornou-se um evento fixo, sendo renomeado para Leather Pride Night. Em 1984, passaram a contar com três membros do comitê.

## Cultura
Diferente de outras organizações de BDSM da época, o GMSMA não era tão fortemente focado na subcultura leather, não possuindo muitos pré-requisitos para participar do grupo. Suas reuniões também eram públicas. Porém, o grupo foi o primeiro a incorporar as palavras "masoquista" e "sadomasoquista" no nome.

O grupo possuia diversos objetivos. Além dos propósitos educacionais sobre BDSM, eles também militavam politicamente para a aceitação social do movimento. Sua militância política foi baseada em grupos como Gay Activists Alliance, Samois e National Gay and Lesbian Task Force. A organização foi responsável pela criação do slogan seguro, são e consensual. David Stein alega ser o criador do termo, mas seu uso mais antigo é de 17 de agosto de 1983, em documento assinado por Bob Gillespie e Martin Berkenwald.